# RTS-Monton Racing
El RTS-Monton Racing (código UCI:RTS) es un equipo ciclista taiwanés de categoría Continental.
Fundado en 2002, participa principalmente en carreras del UCI Asia Tour, el circuito continental asiático.

## Sede
El equipo tiene su sede en el distrito de Daya de Taichung County, la tercera urbe más poblada de Taiwán.

## Clasificaciones UCI
A partir de 2005 la UCI instauró los Circuitos Continentales UCI, donde el equipo está desde que se creó. Las clasificaciones del equipo y de su ciclista más destacado fueron las que siguen:

### UCI America Tour
| Temporada | Clasificación por equipos | Mejor corredor      | Posición |
| 2015      | 45.º                      | Mario Alberto Rojas | 270.º    |
| 2016      | 14º                       | Mauricio Ortega     | 81.º     |

### UCI Asia Tour
| Temporada | Clasificación por equipos | Mejor corredor        | Posición |
| 2010-2011 | 3º                        | Muradjan Halmuratov   | 2º       |
| 2011-2012 | 64.º                      | David McCann          | 274.º    |
| 2012-2013 | 9º                        | Muradjan Halmuratov   | 9º       |
| 2013-2014 | 4º                        | Boris Shpilevsky      | 2º       |
| 2015      | 6º                        | Hossein Alizadeh      | 11º      |
| 2016      | 32.º                      | Mauricio Ortega       | 104.º    |
| 2017      | 8º                        | Mauricio Ortega       | 1º       |
| 2018      | 18º                       | Jambaljamts Sainbayar | 50.º     |

### UCI Europe Tour
| Temporada | Clasificación por equipos | Mejor corredor         | Posición |
| 2010-2011 | 98.º                      | David McCann           | 511.º    |
| 2011-2012 | 112.º                     | Martyn Irvine          | 605.º    |
| 2012-2013 | 120.º                     | Boris Shpilevsky       | 899.º    |
| 2013-2014 | 125.º                     | Ivan Kovaliov          | 1057º    |
| 2017      | 109.º                     | Polychrónis Tzortzákis | 571º     |

### UCI Oceania Tour
| Temporada | Clasificación por equipos | Mejor corredor | Posición |
| 2005-2006 | 8º                        | David McCann   | 9º       |
| 2006-2007 | 22º                       | Hossein Askari | 62.º     |
| 2017      | 18º                       | Luke Mudgway   | 74.º     |

## Palmarés
Para años anteriores, véase Palmarés del RTS-Monton Racing

### Palmarés 2018

#### Circuitos Continentales UCI
| Fechas | Circuito | Carreras | Ganador |

#### Campeonatos nacionales
| Fechas          | Carreras                                    | Ganador              |
| 17 de noviembre | Campeonato de Uzbekistán Contrarreloj (CRI) | Muradjan Khalmuratov |

## Plantilla
Para años anteriores véase:Plantillas del RTS-Monton Racing

### Plantilla 2018
| Nombre                 | Nacimiento | Nacionalidad | Equipo 2017                   |
| Tegsh-bayar Batsaikhan | 01/06/1998 | Mongolia     | UCI WCC Mens team             |
| Chien Chou Chen        | 02/12/1997 | China Taipéi | Action Cycling Team           |
| Chao Kai Chin          | 15/07/1993 | China Taipéi | Attaque Team Gusto (2015)     |
| Tom Fitzpatrick        | 16/11/1992 | Reino Unido  | Neoprofesional                |
| Muradjan Halmuratov    | 11/06/1982 | Uzbekistán   | Beijing XDS-Innova            |
| Ruslan Karimov         | 22/05/1986 | Uzbekistán   | RTS-Monton Racing             |
| Oleksiy Kasyanov       | 22/02/1992 | Ucrania      | Yunnan Lvshan Landscape       |
| Kuan Hsien Li          | 19/07/1994 | China Taipéi | Neoprofesional                |
| Chi Chin Li            | 04/12/1998 | China Taipéi | Neoprofesional                |
| Ja Wei Liao            | 27/10/1997 | China Taipéi | Neoprofesional                |
| Jia Liang Liu          | 23/09/1994 | China Taipéi | RTS-Monton Racing             |
| Sultanmurat Miraliyev  | 13/10/1990 | Kazajistán   | Astana City (2016)            |
| Jambaljamts Sainbayar  | 04/09/1996 | Mongolia     | Neoprofesional                |
| Alexei Shnyrko         | 12/05/1993 | Bielorrusia  | RTS-Monton Racing             |
| Han Huang Tang         | 06/01/1999 | China Taipéi | Neoprofesional                |
| Artem Tesler           | 12/12/1988 | Ucrania      | Yunnan Lvshan Landscape       |
| Tuulkhangai Tuguldur   | 17/06/1995 | Mongolia     | Ningxia Sports Lottery (2014) |
| Chia Hao Wang          | 24/07/1999 | China Taipéi | Neoprofesional                |
| Hai Tao Wen            | 04/05/1997 | China Taipéi | Neoprofesional                |
| Yi Chang Wu            | 19/03/1996 | China Taipéi | Neoprofesional                |

1. 1 2 3  Desde el 3 de octubre.
2. 1 2 3  Desde el 19 de octubre.
3. 1 2 3  Hasta el 12 de mayo.